# Список ныне живущих архиереев Элладской православной церкви
В списке представлены ныне живущие архиереи Элладской православной церкви, в том числе архиереи «Новых Земель», формально имеющие подчинение Константинопольской православной церкви.
Епископат Элладской православной церкви насчитывает (на 7 августа 2025 года) 114 человек (в том числе 39 архиереев из «Новых Земель»), из них 83 — епархиальные архиереи, в том числе предстоятель церкви — Архиепископ Афинский и всея Эллады Иероним II, 27 — викарных и титулярных архиереев, и 8 архиереев пребывают на покое (для «Новых Земель»: 35 епархиальных архиереев 3 викарные архиерея и 1 архиерей пребывающий на покое).
Список составлен в порядке старшинства епископской хиротонии (дата в скобках после имени).
Старейший по возрасту архиерей Элладской православной церкви — митрополит Каристийский и Скиросский Серафим (Рорис) (96 лет); самый молодой — митрополит Фессалоникийский Филофей (Феохарис) (48 лет).

## Предстоятельство архиепископаИеронима I

### Хиротонии 1968 года
1. Серафим (Рорис), митрополит Каристийский и Скиросский (24 ноября 1968; на кафедре со дня хиротонии)

## Предстоятельство архиепископаСерафима

### Хиротонии 1976 года
1. Хризостом (Синетос), титулярный митрополит Додонский, викарий Афинской архиепископии (16 августа 1976; на кафедре с 13 октября 2011)
2. Амвросий (Ленис), митрополит, бывший Калавритский и Эгиалийский (17 августа 1976; на покое с 26 августа 2019)

### Хиротонии 1980 года
1. Евстафий (Спилиотис), митрополит Монемвасийский и Спартский (31 августа 1980; на кафедре со дня хиротонии)

### Хиротонии 1981 года
1. Иероним (Лиапис), архиепископ Афинский и всей Эллады (4 октября 1981; на кафедре с 16 февраля 2008)

### Хиротонии 1984 года
1. Хризостом (Каламатианос), митрополит Мифимнийский (6 мая 1984; на кафедре со дня хиротонии)[2]

### Хиротонии 1988 года
1. Иаков (Франдзис), митрополит Митилинский, Эресоский и Пломарионский (20 ноября 1988; на кафедре со дня хиротонии)[2]
2. Игнатий (Алексиу), митрополит, бывший Артский (21 ноября 1988; на покое с 7 сентября 2016)

### Хиротонии 1989 года
1. Димитрий (Бекярис), митрополит Гуменисский, Аксиопольский и Поликастрский (15 октября 1989; на кафедре с 10 сентября 1991)[2]

### Хиротонии 1994 года
1. Пантелеимон (Калпакидис), митрополит Веррийский, Наусский и Камбанийский (29 мая 1994; на кафедре со дня хиротонии)[2]

### Хиротонии 1995 года
1. Дамаскин (Карпафакис), митрополит Дидимотихский, Орестиадский и Суфлийский (27 января 1995; на кафедре с 12 октября 2009)[2]
2. Алексий (Врионис), митрополит Никейский (29 января 1995; на кафедре со дня хиротонии)
3. Пантелеимон (Калафатис), митрополит Ксантийский и Перифеорийский (29 января 1995; на кафедре со дня хиротонии)[2]
4. Иерофей (Влахос), митрополит Навпактский и Свято-Власиевский (19 июля 1995; на кафедре со дня хиротонии)
5. Евсевий (Пистолис), митрополит Самоский (22 июля 1995; на кафедре со дня хиротонии)[2]

### Хиротонии 1996 года
1. Христодул (Мустакис), титулярный митрополит Авлонский (28 июля 1996[3]; на покое с 2002)

## Предстоятельство архиепископаХристодула

### Хиротонии 1998 года
1. Игнатий (Георгакопулос), митрополит Димитриадский и Алмирский (10 октября 1998; на кафедре со дня хиротонии)

### Хиротонии 1999 года
1. Феоклит (Кумарьянос), титулярный митрополит Вресфенский, викарий Афинской архиепископии (14 октября 1999; на кафедре с 12 января 2006)
2. Алексий (Леондаритис), титулярный митрополит Диавлийский, викарий Афинской архиепископии (29 ноября 1999[4]; на кафедре с 10 октября 2016)

### Хиротонии 2000 года
1. Даниил (Пурцуклис), митрополит Кесарьянский, Виронский и Имиттский (22 января 2000; на кафедре со дня хиротонии)
2. Феоклит (Пассалис), митрополит, бывший Флоринский, Преспийский и Эордейский (23 января 2000; на покое с 25 августа 2023)[2]
3. Иоанн (Сакеллариу), титулярный митрополит Фермопильский, викарий Афинской архиепископии (14 октября 2000; на кафедре со дня хиротонии)
4. Афанасий (Хадзопулос), титулярный митрополит Ахайский, бывший викарий Афинской архиепископии (15 октября 2000; на покое с 4 октября 2023)

### Хиротонии 2001 года
1. Никодим (Коракис), митрополит Кассандрийский (13 января 2001; на кафедре со дня хиротонии)[2]
2. Ефрем (Стенакис), митрополит Идрский, Спецонский и Эгинский (14 января 2001; на кафедре со дня хиротонии)
3. Серафим (Мендзелопулос), митрополит Пирейский (21 января 2001[5]; на кафедре с 19 марта 2006)
4. Феолог (Апостолидис), митрополит Серрейский и Нигрицкий (14 октября 2001; на кафедре с 16 мая 2003)[2]
5. Дорофей (Поликандриотис), митрополит Сироский, Тиноский, Андроский, Кеяский, Милоский, Дилоский и Миконоский (15 декабря 2001; на кафедре со дня хиротонии)
6. Макарий (Филофеу), митрополит Сидирокастронский (16 декабря 2001; на кафедре со дня хиротонии)[2]
7. Хризостом (Триандафиллу), митрополит Халкидский (17 декабря 2001; на кафедре со дня хиротонии)

### Хиротонии 2002 года
1. Симеон (Куцас), митрополит Неасмирнский (12 октября 2002; на кафедре со дня хиротонии)
2. Нектарий (Довас), митрополит Керкирский, Паксийский и Диапонтийский (13 октября 2002; на кафедре со дня хиротонии)
3. Иоиль (Франгакос), митрополит Эдесский, Пеллский и Алмопийский (15 октября 2002; на кафедре со дня хиротонии)[2]

### Хиротонии 2003 года
1. Епифаний (Артемис), митрополит, бывший Фирский, Аморгосский и Островов (11 января 2003; на покое с 9 сентября 2021)
2. Дамаскин (Казанакис), титулярный митрополит Велестинонский, бывший викарий Афинской архиепископии (12 января 2003; на покое с 25 августа 2023)
3. Агафангел (Харамантидис), титулярный митрополит Фанариотский, викарий Афинской архиепископии (13 января 2003; на кафедре со дня хиротонии)
4. Пантелеимон (Кафрептидис), титулярный митрополит Коронейский, викарий Афинской архиепископии (14 января 2003; на кафедре со дня хиротонии)
5. Иерофей (Цолиакос), митрополит Зихнийский и Неврокопийский (17 мая 2003; на кафедре со дня хиротонии)[2]

### Хиротонии 2004 года
1. Хризостом (Авайянос), митрополит Элефтерупольский (28 апреля 2004; на кафедре со дня хиротонии)[2]
2. Павел (Папалексиу), митрополит Сервийский и Козанский (29 апреля 2004; на кафедре со дня хиротонии)[2]
3. Николай (Хадзиниколау), митрополит Месогейский и Лавриотикский (30 апреля 2004; на кафедре со дня хиротонии)
4. Анфим (Кукуридис), митрополит Александрупольский (9 октября 2004; на кафедре со дня хиротонии)[2]
5. Варнава (Тирис), митрополит Неапольский и Ставропольский (10 октября 2004; на кафедре со дня хиротонии)[2]

### Хиротонии 2005 года
1. Хризостом (Склифас), митрополит Патрский (20 февраля 2005; на кафедре со дня хиротонии)
2. Серафим (Стергиулис), митрополит Китирский и Андикитирский (2 июля 2005; на кафедре со дня хиротонии)

### Хиротонии 2007 года
1. Хризостом (Ставропулос), митрополит Трифилийский и Олимпийский (17 марта 2007; на кафедре со дня хиротонии)
2. Хризостом (Савватос), митрополит Мессинийский (18 марта 2007; на кафедре со дня хиротонии)

## Предстоятельство архиепископаИеронима II

### Хиротонии 2008 года
1. Феофил (Манолатос), митрополит Лефкасский и Итакский (27 июня 2008; на кафедре со дня хиротонии)
2. Георгий (Мандзуранис), митрополит Фиванский, Левадийский и Авлидский (28 июня 2008; на кафедре со дня хиротонии)
3. Каллиник (Деменопулос), митрополит Паронаксийский (30 июня 2008; на кафедре со дня хиротонии)

### Хиротонии 2009 года
1. Прокопий (Петридис), епископ Христианупольский, викарий Никейской митрополии (18 октября 2009; на кафедре с 23 июня 2010)
2. Феоктист (Клукинас), митрополит Фокидский (25 октября 2009; на кафедре с 25 июня 2014)
3. Каллиник (Коробокис), митрополит Артский (26 октября 2009; на кафедре с 7 октября 2016)
4. Афанасий (Бахос), митрополит Элеаский (1 ноября 2009; на кафедре с 7 октября 2022)
5. Дорофей (Мурдзукос), епископ Элефсинский, викарий Мегарской и Саламинской митрополии (7 ноября 2009; на кафедре со дня хиротонии)

### Хиротонии 2010 года
1. Афинагор (Дикеакос), митрополит Илийский, Ахарнонский и Петрупольский (13 мая 2010; на кафедре со дня хиротонии)
2. Дионисий (Сифнеос), митрополит Закинфский (13 мая 2010; на кафедре с 7 октября 2011)
3. Кирилл (Мисьякулис), митрополит Кифисийский, Амарусийский, Оропский и Марафонский (14 мая 2010; на кафедре со дня хиротонии)

### Хиротонии 2011 года
1. Марк (Василакис), митрополит Хиосский, Псарийский и Инусский (8 октября 2011; на кафедре со дня хиротонии)[2]
2. Гавриил (Папаниколау), митрополит Неоионийский, Филадельфийский, Ираклийский и Халкидонский (9 октября 2011; на кафедре с 10 октября 2014)

### Хиротонии 2012 года
1. Антоний (Аврамиотис), митрополит Глифадский, Эллиникский, Вулский, Вулиагменский и Вариский (10 марта 2012; на кафедре с 20 марта 2019)
2. Иаков (Бизауртис), титулярный митрополит Фавмакский, викарий Афинской архиепископии (11 марта 2012; на кафедре со дня хиротонии)
3. Хризостом (Циринкас), митрополит Никопольский и Превезский (6 октября 2012; на кафедре со дня хиротонии)[2]
4. Феоклит (Афанасопулос), митрополит Иерисский, Святогорский и Ардамерийский (7 октября 2012; на кафедре со дня хиротонии)[2]

### Хиротонии 2013 года
1. Пантелеимон (Мутафис), митрополит Маронийский и Комотинский (24 февраля 2013; на кафедре со дня хиротонии)[2]
2. Нектарий (Андонопулос), митрополит Арголидский (20 октября 2013; на кафедре со дня хиротонии)

### Хиротонии 2014 года
1. Георгий (Хрисостому), митрополит Китрский, Катеринийский и Платамонский (1 марта 2014; на кафедре со дня хиротонии)[2]
2. Максим (Папаяннис), митрополит Яннинский (28 июня 2014; на кафедре со дня хиротонии)[2]
3. Харитон (Тумбас), митрополит Элассонский (29 июня 2014; на кафедре со дня хиротонии)[2]
4. Тимофей (Антис), митрополит Фессалиотидский и Фанариоферсальский (30 июня 2014; на кафедре со дня хиротонии)
5. Константин (Якумакис), митрополит Мегарский и Саламинский (11 октября 2014; на кафедре со дня хиротонии)
6. Давид (Дзюмакас), митрополит Гревенский (12 октября 2014; на кафедре со дня хиротонии)[2]
7. Хрисанф (Стеллатос), епископ Керницкий, викарий Патрской митрополии (13 октября 2014; на кафедре со дня хиротонии)

### Хиротонии 2015 года
1. Иустин (Бардакас), митрополит Неакринийский и Каламарийский (1 июня 2015; на кафедре со дня хиротонии)[2]
2. Димитрий (Аргирос), митрополит Кефалинийский (10 октября 2015; на кафедре со дня хиротонии)
3. Хризостом (Насис), митрополит Триккский, Гардикийский и Пилский (11 октября 2015; на кафедре со дня хиротонии)

### Хиротонии 2016 года
1. Георгий (Рембелос), митрополит Карпенисийский (12 марта 2016; на кафедре со дня хиротонии)

### Хиротонии 2017 года
1. Феоклит (Ламбринакос), митрополит Стагонский и Метеорский (7 октября 2017; на кафедре со дня хиротонии)
2. Стефан (Тольос), митрополит Филиппский, Неапольский и Фасский (8 октября 2017; на кафедре со дня хиротонии)[2]

### Хиротонии 2018 года
1. Хризостом (Папатанасиу), митрополит Маниский (10 февраля 2018; на кафедре со дня хиротонии)
2. Симеон (Волиотис), митрополит Фтиотидский (11 февраля 2018; на кафедре с 11 октября 2019)
3. Константий (Панайотакопулос), епископ Андрусийский, викарий Афинской архиепископии (12 февраля 2018; на кафедре со дня хиротонии)
4. Иероним (Николопулос), митрополит Ларисский и Тирнавский (7 октября 2018; на кафедре со дня хиротонии)

### Хиротонии 2019 года
1. Афанасий (Яннусас), митрополит Сисанийский и Сьятистский (23 марта 2019; на кафедре со дня хиротонии)[2]
2. Агапий (Дрицас), епископ Кенхреонский, викарий Коринфской митрополии (24 марта 2019; на кафедре со дня хиротонии)
3. Феоклит (Дулиас), епископ Тегейский, викарий Мантенейской митрополии (24 марта 2019; на кафедре со дня хиротонии)
4. Хризостом (Панагопулос), епископ Эврипский, викарий Афинской архиепископии (24 марта 2019; на кафедре со дня хиротонии)
5. Иероним (Кармас), митрополит Калавритский и Эгиалийский (13 октября 2019; на кафедре со дня хиротонии)
6. Иерофей (Калойеропулос), митрополит Лемносский и Свято-Евстратиевский (14 октября 2019; на кафедре со дня хиротонии)[2]
7. Филофей (Феохарис), митрополит Фессалоникийский (15 октября 2019; на кафедре с 9 октября 2023)[2]
8. Филофей (Феодоропулос), епископ Рогонский, викарий Афинской архиепископии (16 октября 2019; на кафедре со дня хиротонии)

### Хиротонии 2021 года
1. Платон (Крикрис), митрополит Лангадасский, Литиский и Рендинский (9 октября 2021; на кафедре со дня хиротонии)[2]
2. Каллиник (Георгатос), митрополит Касторийский (10 октября 2021; на кафедре со дня хиротонии)[2]
3. Варфоломей (Антониу), митрополит Полианийский и Килкисийский (16 октября 2021; на кафедре со дня хиротонии)[2]
4. Григорий (Папатомас), митрополит Перистерийский (17 октября 2021; на кафедре со дня хиротонии)
5. Амфилохий (Русакис), митрополит Фирский, Аморгосский и Островов (18 октября 2021; на кафедре со дня хиротонии)

### Хиротонии 2022 года
1. Никифор (Евстафиу), митрополит Гортинский и Мегалопольский (8 октября 2022; на кафедре со дня хиротонии)
2. Дамаскин (Киаметис), митрополит Этолийский и Акарнанийский (9 октября 2022; на кафедре со дня хиротонии)
3. Дорофей (Папарис), митрополит Драмский (16 октября 2022; на кафедре со дня хиротонии)[2]

### Хиротонии 2023 года
1. Серапион (Михалакис), митрополит Парамитийский, Фильятеский, Гиромерийский и Паргаский (21 октября 2023; на кафедре со дня хиротонии)[2]
2. Ириней (Лафцис), митрополит Флоринский, Преспийский и Эордейский (22 октября 2023; на кафедре со дня хиротонии)[2]
3. Феофил (Мадзабракос), епископ Лакедемонский, викарий Монемвасийской и Спартской митрополии (23 октября 2023; на кафедре со дня хиротонии)
4. Никодим (Евстафиу), епископ Скопельский, викарий Халкидской митрополии (26 октября 2023; на кафедре со дня хиротонии)
5. Епифаний (Карагеоргос), митрополит Мантинейский и Кинурийский (29 октября 2023; на кафедре с 4 октября 2024)
6. Христофор (Ангелопулос), епископ Амфипольский, викарий Сервийской и Козанской митрополии (30 октября 2023; на кафедре со дня хиротонии)[2]
7. Игнатий (Сотириадис), епископ Салонский, викарий предстоятеля (3 ноября 2023; на кафедре со дня хиротонии)
8. Алексий (Псоинос), епископ Ставропигийский, викарий Афинской архиепископии (4 ноября 2023; на кафедре со дня хиротонии)
9. Нектарий (Милионис), епископ Фотикийский, викарий Афинской архиепископии (5 ноября 2023; на кафедре со дня хиротонии)
10. Павел (Кицос), епископ Феспийский, викарий Афинской архиепископии (9 ноября 2023; на кафедре со дня хиротонии)
11. Апостол (Кавалиотис), епископ Танагрский, викарий предстоятеля (11 ноября 2023; на кафедре со дня хиротонии)
12. Нектарий (Параскевакос), епископ Кариупольский, викарий Афинской архиепископии (12 ноября 2023; на кафедре со дня хиротонии)

### Хиротонии 2024 года
1. Нифонт (Капояннис), епископ Ахелский, викарий Пирейской митрополии (5 октября 2024; на кафедре со дня хиротонии)
2. Стефан (Деврелис), епископ Алмопский, викарий Эдесской, Пеллской и Алмопийской митрополии (15 октября 2024; на кафедре со дня хиротонии)[2]
3. Софроний (Гуцинис), епископ Полистильский, викарий Ксантийской и Перифеорийской митрополии (19 октября 2024; на кафедре со дня хиротонии)[2]

## Избранные в архиереи
1. Христодул (Коцифис), архимандрит, избран епископом Астерийским, викарием Кесарьянской, Виронской и Имиттской митрополии (избран 4 октября 2024; хиротония отложена)

## Бывший архиерей, находящийся в юрисдикции иной поместной церкви
1. Димитрий (Тракателлис), архиепископ, бывший Американский (17 сентября 1967; сначала титулярный епископ, потом митрополит Врисфенский; 19 августа 1999 года отпущён в Константинопольский патриархат, где назначен архиепископом Американским, на покое)[6].